# Bushnellsville
Bushnellsville es una pequeña aldea situada al norte de Shandaken, en el Condado de Ulster, New York, EE. UU.. Junto a Shandaken y el resto de aldeas que pertenecen a la ciudad, tiene una población estimada en 2000 de 3235 personas. Se encuentra a aproximadamente 1 km de Shandaken dirección norte por la Ruta 42.